# Elzenuil
De elzenuil (Acronicta alni) is een nachtvlinder uit de familie Noctuidae (uilen). De vlinder heeft een voorvleugellengte van 16 tot 19 millimeter. De soort komt verspreid over Europa voor. Hij overwintert als pop. De soort heeft allerlei loofbomen als waardplanten, zoals els, iep, berk, beuk, wilg en eik.
De vlinder komt in Nederland en België voor. De elzenuil is echter redelijk zeldzaam en tot nu toe vooral in het oosten van beide landen en het zuiden van België gezien.
De vliegtijd is van mei tot begin juli, en soms een tweede generatie in juli en augustus.

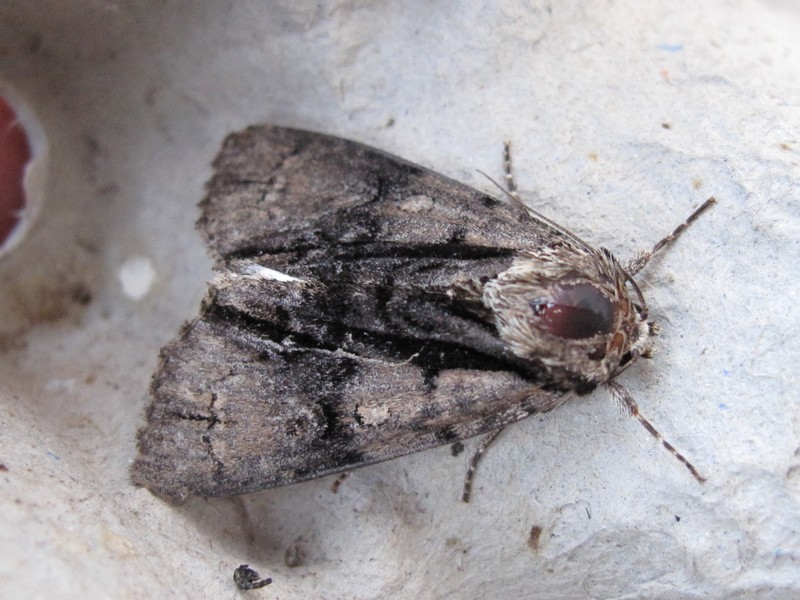
Levend exemplaar